# Tonalapa, Quechultenango
Tonalapa är en ort i Mexiko.   Den ligger i kommunen Quechultenango och delstaten Guerrero, i den södra delen av landet, 220 km söder om huvudstaden Mexico City. Tonalapa ligger 1 525 meter över havet och antalet invånare är 1 026.
Terrängen runt Tonalapa är kuperad åt nordost, men åt sydväst är den bergig. Terrängen runt Tonalapa sluttar söderut. Runt Tonalapa är det ganska glesbefolkat, med 39 invånare per kvadratkilometer. Närmaste större samhälle är Chilapa de Alvarez, 13,5 km nordost om Tonalapa. Omgivningarna runt Tonalapa är en mosaik av jordbruksmark och naturlig växtlighet.